# Carlos Mosquera Perea
Carlos Andrés Mosquera Perea (Istmina, Colombia; 12 de junio de 1991) es un futbolista colombiano. Juega como centrocampista y su equipo actual es Chacaritas de la Serie B de Ecuador.

## Trayectoria

### América de Cali
Realizó las divisiones menores en América de Cali y llegó a debutar con el rojo, de la mano de Diego Umaña. Jugó al lado de Adrián Ramos y Duván Zapata.
A mediados del 2010 debido a falta de oportunidades se marchó al Atlético Huila.
A inicios del 2011 emigra por primera vez al extranjero para jugar por el Atlético Veraguense de Panamá. Debido a sus buenas actuaciones luego fichó por el Sporting San Miguelito.

### Tauro FC
El 16 de septiembre del 2015 fue anunciado como nuevo refuerzo del Tauro FC, donde no colmó las expectativas.
A inicios del 2017 ficha por Patriotas Boyacá, club donde fue protagonismo y se pudo ganar un nombre en el fútbol colombiano. Jugó la Copa Sudamericana 2017, a pesar de haber fallado en la definición por penales, logró eliminar a Everton de Viña del Mar. En la siguiente ronda fue eliminado por Corinthians. Es recordado por realizar una gran jugada y haberle "quebrado la cintura" a Felipe Aguilar, defensa de Atlético Nacional.
Luego de haber realizado una gran temporada y habiendo tenido ofertas del DIM, América de Cali y Atlético Bucaramanga; sin embargo, fichó por Cúcuta Deportivo. A pesar de tener contrato con Cúcuta, en junio del 2019 rescinde su contrato.
En junio del 2019 ficha por Técnico Universitario de la Primera División de Ecuador. Luego de su buen semestre, renovó su contrato por una temporada más.

### Cienciano
Luego de una buena temporada en el fútbol ecuatoriano, el 11 de enero fue oficializado como nuevo refuerzo de Cienciano del Cuzco. Luego de un semestre de total irregularidad, rescinde su contrato con Cienciano. A mediados del 2021 ficha por Unión Comercio, logrando clasificar a la liguilla final, sin embargo, perdió frente a Carlos Stein.

## Clubes
| Club                   | País     | Año       | Partidos | Goles |
| ---------------------- | -------- | --------- | -------- | ----- |
| América de Cali        | Colombia | 2009-2010 | -        | -     |
| Atlético Huila         | Colombia | 2010-2011 | 4        | 0     |
| Atlético Veragüense    | Panamá   | 2011      | 13       | 1     |
| Sporting San Miguelito | Panamá   | 2012      | 13       | 1     |
| Deportivo Pasto        | Colombia | 2014      | 13       | 0     |
| Deportes Copiapó       | Chile    | 2014-2015 | 11       | 0     |
| Tauro                  | Panamá   | 2015      | 9        | 0     |
| San Francisco          | Panamá   | 2016      | 11       | 2     |
| Patriotas Boyacá       | Colombia | 2017-2018 | 68       | 7     |
| Cúcuta Deportivo       | Colombia | 2019      | 11       | 1     |
| Técnico Universitario  | Ecuador  | 2019-2020 | 39       | 8     |
| Cienciano              | Perú     | 2021      | 4        | 0     |
| Unión Comercio         | Perú     | 2021      | 10       | 0     |
| Patriotas Boyacá       | Colombia | 2022      | 28       | 0     |
| Chacaritas             | Ecuador  | 2023      | ?        | 1     |
| Atlético Bucaramanga   | Colombia | 2023-act. | 14       | 0     |